# Hardial Bains
Hardial Bains (pendjabi : ਹਰਦਿਆਲ ਬੈਂਸ) (15 août 1939 - 24 août 1997) est un enseignant en microbiologie, principalement connu pour être le fondateur d'une série de mouvements et de partis de gauche dont le principal est le Parti communiste du Canada (marxiste-léniniste). Se présentant comme un fervent anti-révisionniste et pro-stalinien, jusqu'à sa mort, Bains est le porte-parole et le leader idéologique de ce parti, connu lors des élections sous le nom de Parti marxiste-léniniste du Canada. Au cours de sa vie, le discours de Bains passe du soutien à l'Union soviétique de Joseph Staline à la Chine de Mao Zedong, puis à l'Albanie d'Enver Hoxha. Peu de temps avant sa mort et en abandonnant ses critiques acerbes sur le pays, Bains se tourne vers le Cuba de Fidel Castro pour trouver l'inspiration. Bains a passé la majeure partie de sa vie au Canada et mène également une vie politique active en Angleterre, en Irlande et en Inde.

## Biographie
Hardial Bains est né en Inde dans une famille communiste dans le Penjab, il devient membre de la jeunesse du parti Communiste d'Inde (CPI). Il est consterné par ce qu'il considère comme le révisionnisme de Nikita Khrouchtchev après la mort de Joseph Staline. Il aurait rompu avec le CPI lorsque celui, durant une période clandestine, appuie les critiques de Khrouchtchev à l'égard de Staline. Peu de temps après, Bains émigre vers le Canada et s'inscrit en tant qu'élève de bactériologie à l'université de la Colombie-Britannique, où il est élu leader étudiant.
En 1963, Bains participe à la fondation de The Internationalists, qui sont passés d'un groupe de discussion politique à une organisation anti-révisionniste, qui soutient le parti communiste chinois de Mao Zedong lors de la scission sino-soviétique. Cette organisation devient le Parti communiste du Canada (marxiste-léniniste), PCC(ML) avec Bains comme dirigeant fondateur,.
En 1965, il fonde The Internationalists in Ireland, alors qu'il travaille comme microbiologiste à Trinity College, à Dublin. En 1970, le groupe se renomme le Parti communiste d’Irlande (marxiste-léniniste).
En 1967, Bains tient une petite conférence d'étudiants à Londres avec l'objectif explicite de déterminer l'avenir du mouvement anti-révisionniste, la conférence « Nécessité pour le changement ». Alors que l'Organisation communiste irlandaise n'est pas d'accord avec les autres délégués et quitte la réunion, Bains devient connu comme leader du mouvement anti-révisionniste au niveau international, et aide à établir des partis marxistes-léninistes dans le monde.
En plus de la fondation du PCC(ML) et du CPI(ML), Bains est considéré comme une influence majeure sur le Parti communiste révolutionnaire de Grande-Bretagne (marxiste-léniniste), le Parti communiste de Trinité-et-Tobago et le Parti communiste Ghadar de l'Inde. Il est également responsable de la fondation du Hindustani Ghadar Party (Organisation of Indian Marxist -Leninists Overroad). Il a exercé une influence prépondérante au sein du Parti marxiste-léniniste des États-Unis dans les années 1970, parti qui s'est ensuite séparé du PCC(ML) et a été dissous en 1993. Des publications comme Modern Communism ont écrit des articles sur cet héritage.

### Affiliations politiques
Jeune homme, Bains est un membre du parti communiste en Inde, mais après que le parti a accepté le rapport Khrouchtchev « Sur le culte de la personnalité et ses conséquences », il a apparemment démissionné et il adopte un point de vue pro-stalinien.
À la suite de la rupture sino-soviétique, les groupes et les partis de Bains occupent une position très controversée en faveur de la Chine des années 1960 et dans les années 1970. Bains lui même s'identifie comme maoïste. Le PCC(ML) est la première grande formation maoïste importante au Canada, même s'il est rejoint par deux autres groupes maoïstes dans le milieu des années 1970 et que Bains se soit également engagé dans une polémique contre ces groupes.
Après la mort de Mao Zedong en 1976 et la scission sino-albanaise qui a suivi, Bains renonce au maoïsme. Sous la direction d'Enver Hoxha et du Parti du travail d'Albanie (PLA), il devient un porte-parole éminent de la ligne du PLA au niveau international, souscrivant à la conclusion selon laquelle de nombreux partis communistes sont passés à «l'impérialisme social» (comme l'URSS de Leonid Brejnev, la Yougoslavie de Josip Broz Tito, la Corée du Nord de Kim Il-sung et Cuba de Fidel Castro), tout en condamnant le révisionnisme chinois et l’Eurocommunisme.
Après le renversement du socialisme en Albanie, Bains réévalue de nouveau sa perspective idéologique. Il visite Cuba et annonce qu'il a changé son point de vue à l'égard du pays qu'il considère maintenant comme un exemple réussi du socialisme. Bains a également réévalué positivement son point de vue sur la Corée du nord À la fin de sa vie, les écrits de Bains font de moins en moins de référence à l'anti-révisionnisme et à la révolution socialiste, et développent le thème du renouvellement démocratique et l'auto-responsabilisation du peuple.

### Mort et héritage
Après sa mort, un mémorial a été érigé en l'honneur de Bains et d'autres «camarades tombés au combat» du PCC(ML) dans le cimetière Beechwood à Ottawa, qui est également le cimetière national de la Gendarmerie royale du Canada. Le poète George Elliot Clarke publie un poème intitulé Hommage à Hardial Bains en 2000 dans la revue Oyster Boy. L'héritage de Bains est discuté aujourd'hui et il a été critiqué à titre posthume par un certain nombre d'écrivains, Tels que Ben Seattle, un homme de gauche américain et ancien partisan de Bains.
Bains a écrit plusieurs livres, dont Necessity for Change!, Modern Communism, Visiting Cuba, If You Love Your Class et Thinking About the Sixties, et beaucoup d'articles, de pamphlets et de discours.
Sandra L. Smith, sa veuve, a aussi été leader du parti communiste du Canada (Marxiste Léniniste).

## Pensée «NFC»
Hardial Bains a identifié sa ligne de pensée principale comme «Nécessité du changement» ou pensée NFC (Necessity for change). Formulée au début des années 1960, la pensée NFC rassemble une variété de phraséologie marxiste et aborde certaines idées existentialistes populaires à cette époque. Son souci principal est de savoir comment amener la révolution sociale et la relation de ce processus avec l'individu. « Une révolution réussie peut transformer le monde dans une direction bien précise, mais la question de savoir si elle se produira, en dernière analyse, dépend toujours du monde», a écrit M. Bains, soulignant que «à moins d'être profondément conscient de la nécessité du changement à chaque moment [dans l'histoire et la lutte], et que des mesures théoriques et pratiques soient prises pour provoquer le changement, il n'y a aucune possibilité de créer les conditions subjectives de la révolution. »
La reconnaissance de la nécessité du changement, qui a créé ces conditions subjectives de révolution, devait créer un nouveau niveau de conscience qui romprait avec l'anti-conscience de la pensée bourgeoise. « Le cerveau [humain] reflète les contradictions de classe de plus en plus aiguës dans la société, et d'autres développements. Soit l'individu transforme cette réflexion en conscience sociale et devient partie intégrante du facteur humain/conscience sociale, ou soit il reste partie intégrante du facteur anti-humain/anti-conscience. » Il écrit :

« Le cri de guerre des Internationalistes était "Changer le monde", tandis que le cri de guerre de la classe capitaliste était "changer l'individu". L’analyse par la NFC du "moi", de l’existence de ce "rapport" ou de cette "relation" a placé la tâche de changer le monde sur une base sociale profonde. Un "rapport" ou une "relation", pour être fidèle à lui-même, doit être objectif, indépendant de tous et dépendant du monde. Ce rapport ou cette relation doit être continuellement découvert et redécouvert au cours de la lutte. Il constitue le centre autour duquel toute autre conscience est placée. »

Mais pour Bains, la conscience individuelle n'est pas suffisante et est associée à un parti politique. « L'ingrédient crucial pour la victoire est le facteur humain/conscience sociale, mais ce facteur ne peut exister dans le vide. Ce facteur trouve sa plus haute expression dans une organisation qui se renforce en permanence grâce à la base solide d'une culture nouvelle, moderne et révolutionnaire sous des formes idéologiques et sociales », écrit-il , ajoutant qu'« un parti communiste, s'il veut mener à bien ses tâches avec maturité, professionnalisme et continuité, doit développer une culture révolutionnaire sous une forme idéologique, d’une part, et la révolution de la culture sous forme sociale, d’autre part ».
Bains a vivement dénoncé ce qu'il a qualifié de partis révisionnistes. « Révisionnistes et opportunistes de toutes sortes», écrit-il, « présentent les formes sociales bourgeoises comme l'idéal motivant l'humanité [...] En plus de se battre pour «une plus grande part du gâteau » et pour une sécurité d'emploi que ce système ne pourra jamais assurer, ces gens, dogmatiques et fanatiques, s'opposent à toute personne qui lutte pour la révolution sociale. » En revanche, « l'adhésion au PCC(ML) constituera en soi un grand pas en avant vers la création d'une humanité nouvelle et affirmée, dans laquelle chaque acte de l'être humain devient un autre acte pour cette affirmation, la mesure de ce qui est vraiment humain. » Au cours de son mandat, le PCC(ML) est passé du soutien actif à la Chine maoïste à la dénonciation du maoïsme et à l'Albanie d'Enver Hoxha, puis, après le renversement du socialisme dans ce pays, à un soutien plus discret à la Corée du Nord et à Cuba.
Bains reste cependant fidèle à son orientation pro-stalinienne, affirmant à la fin des années 1980 « qu 'on dit que Staline avait un plan pour conquérir le monde. Staline était en vie jusqu'en 1953. Il n'y a pas un seul pays au monde occupé par l'Union soviétique alors que Staline était en vie. »

## Publications
- Hardial Bains. The Question is Really One of Word and Deed (pamphlet), Progressive Cultural Association, 1997.  (ISBN 978-0-9530083-0-8).
- Hardial Bains. The Call of the Martyrs: On the Crisis in India and the Present Situation in the Punjab. National Publications Centre, 1985.  (ISBN 978-0-88803-133-4).
- Hardial Bains. Modern Communism (pamphlet), Communist Party of Canada (Marxist-Leninist), reprinted 1996.  (ISBN 0-920410-03-0),  (ISBN 978-0-920410-03-5).
- Hardial Bains. Communism 1989-1991, Ideological Studies Centre, 1991.
- Hardial Bains. Necessity for Change! The Dialectic Lives! (pamphlet), The Internationalists, 1967. Reprinted by Communist Party of Canada (Marxist-Leninist), 1998.